# Z siedmioletniej wojny

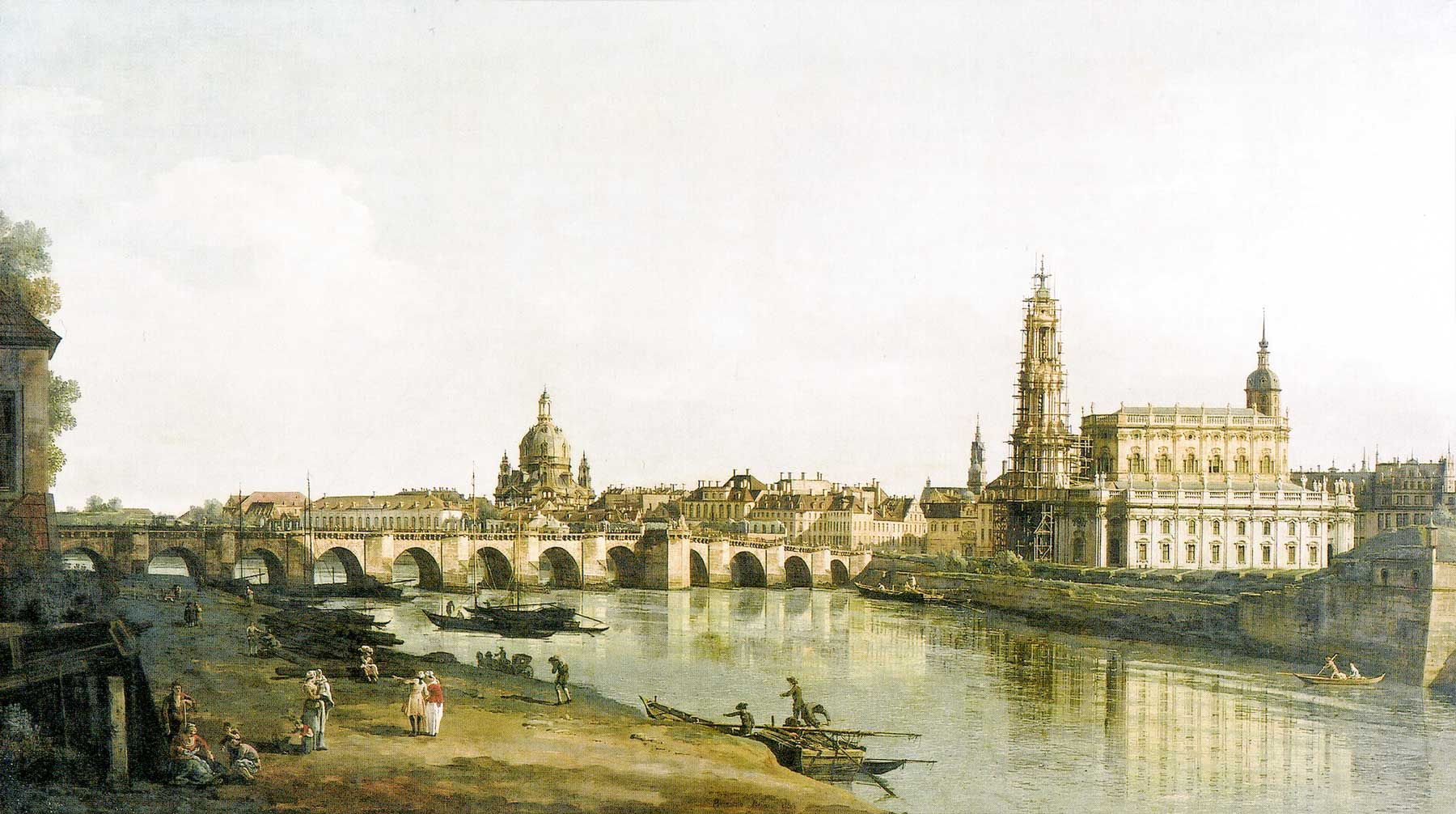
Drezno z czasów wojny siedmioletniej (mal. B. Bellotto-Canaletto)

Z siedmioletniej wojny. Opowiadanie historyczne – powieść Józefa Ignacego Kraszewskiego z 1874 roku, będąca trzecią (ostatnią) częścią tzw. trylogii saskiej.
Ukończona w Dreźnie w drugiej połowie 1874, powstała (podobnie jak cała trylogia) na zamówienie Kazimierza Władysława Wóycickiego – redaktora miesięcznika „Biblioteka Warszawska”, gdzie ukazał się jej pierwodruk w 1875 r. Pierwsze wydanie książkowe (dwutomowe) wyszło w następnym roku, a do końca stulecia – jeszcze dwa (1878, 1888).

## Tło powstania
Na zainteresowanie pisarza wspólną historią Saksonii i Polski wpłynęło niewątpliwie jego osiedlenie się i długotwrały pobyt w Dreźnie, z możliwością korzystania z tamtejszych materiałów archiwalnych oraz znajomością z autopsji miejsc związanych z przeszłością. Niezależnie od tego sama epoka XVIII stulecia mogła fascynować Kraszewskiego barwnością ówczesnej obyczajowości, silnymi kontrastami życia publicznego i doniosłością wydarzeń politycznych. Zachęcony tym, pisarz stworzył utwór nawiązujący do poczytnych zachodnioeuropejskich powieści awanturniczych z  atrakcyjnym motywem szpiegowskim, zarazem pozostając sobie wierny w zakresie dydaktycznego przedstawiania zdarzeń historycznych.

## Fabuła

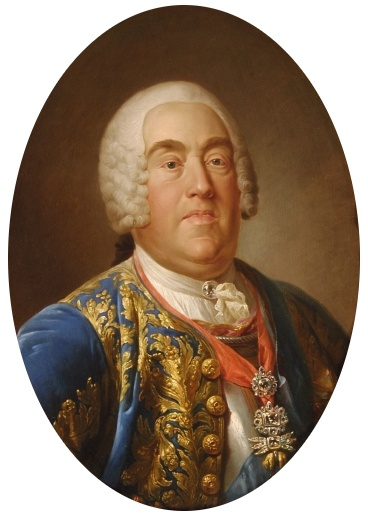
August III Sas (mal. M. Bacciarelli, 1768-71)

Do pruskiego Berlina przybywa osierocony młody Szwajcar – Maks Henryk de Simonis, w stolicy państwa Fryderyka Wielkiego poszukujący możliwości zrobienia kariery. W usilnych staraniach o kontakty z dworem królewskim przypadek styka go z samym monarchą. Wobec dojrzewającego konfliktu z Saksonią zostaje wyprawiony do Drezna, gdzie ma pełnić rolę informatora Prusaków. Tam przeżywa liczne, związane ze swą misją przygody, zawierając ciekawe i pożyteczne znajomości, m.in. z sekretarzem ministra Brühla – młodym polskim szlachcicem Masłowskim. Nim jednak w pełni rozwinie działalność, zagrożony zdemaskowaniem zmuszony jest uciekać i ukrywać się.
Uczucie do pięknej baronówny Pepity von Nostitz oraz dalszy gwałtowny rozwój wypadków (wkroczenie Prusaków do Drezna z następstwami tego) wplątują go w ryzykowną grę, z której nie potrafi się wywikłać. Działając ostrożnie w złożonej sytuacji, waha się pomiędzy obydwiema stronami konfliktu. Obaj z Masłowskim,  wciągnięci w wir dworskich intryg szpiegowskich, z konieczności pomagają sobie, a jednocześnie konkurują o względy panny von Nostitz.
Przygodowy wątek postaci fikcyjnych rozwija się na tle historycznych wydarzeń, ukazując stosunki na obu dworach (pruskim i saskim) oraz skryte dworskie gry polityczno-dyplomatyczne w trakcie przygotowań do nagłego najazdu Fryderyka II na Saksonię i toczonych później działań wojennych. Zarysowane zostały rzeczywiste sprzeczności pomiędzy głównodowodzącym wojsk saskich – hrabią Rutowskim a wszechwładnym Brühlem sprawującym kuratelę nad nieporadnym i bezwolnym monarchą. Sasi przegrywają, ponosząc upokarzającą klęskę po kapitulacji pod Pirną, zaś wojska pruskie wkraczają do Drezna, łupiąc miasto i niszcząc mienie Brühla – „osobistego wroga” Fryderyka II. Gdy August III ze swym ministrem otrzymują od zwycięzcy pozwolenie na wyjazd do Polski, również trójka młodych bohaterów odnajduje się w Warszawie, gdzie ich losy przejściowo splatają się ponownie.

## Cechy powieści

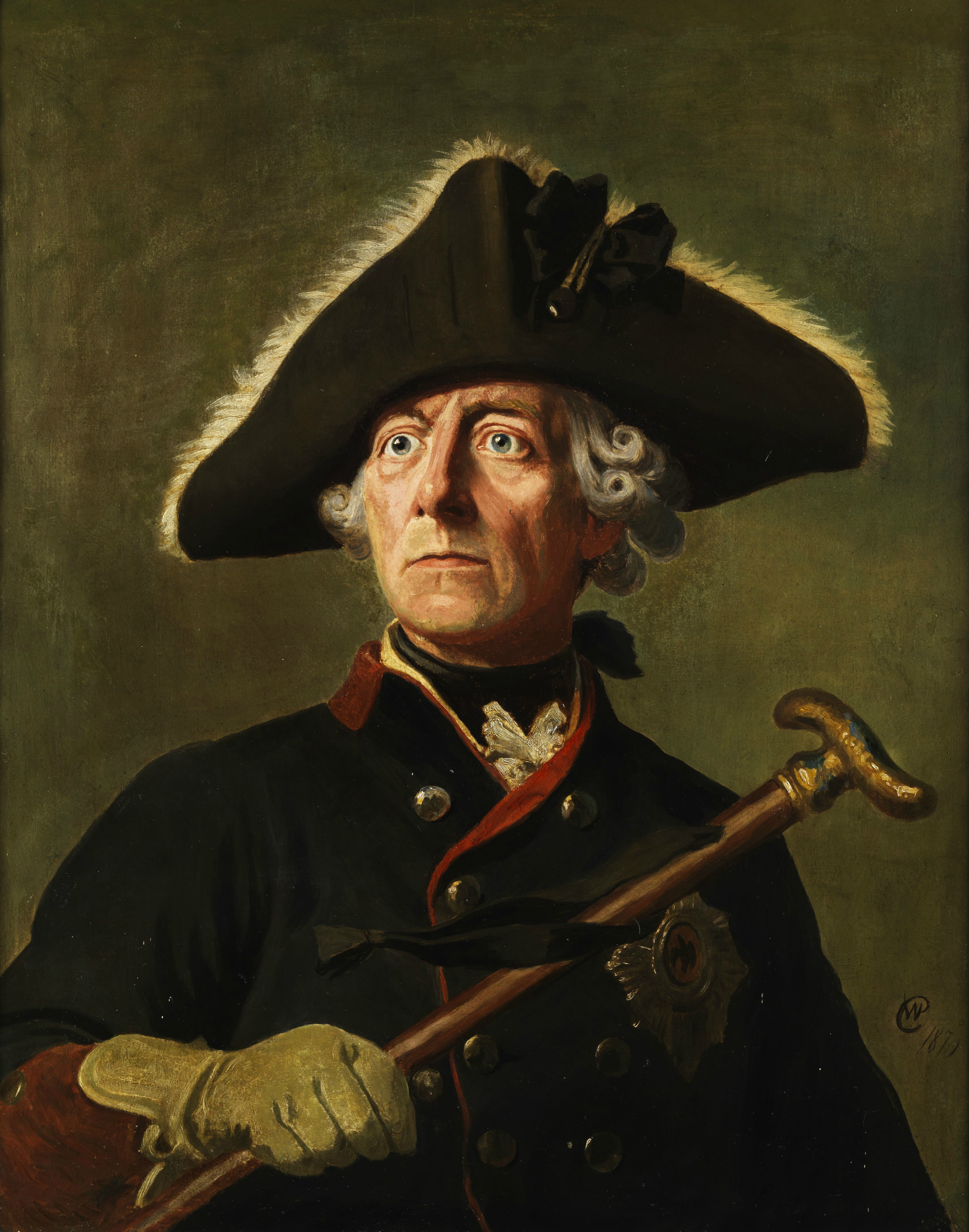
Fryderyk II Wielki (mal. W. Camphausen, 1870)

W trylogii utwór ten stanowi odrębną całość: z pozostałymi częściami łączą go jedynie postacie Henryka Brühla oraz jego monarchy, z którego wygodną biernością tym silniej kontrastuje nieustannie aktywny charakter „pierwszego ministra”. Na jego też osobie – jako przykładowego okazu polityka ancien regime'u, bardziej skupia się uwaga autora; postać Augusta III pełni tu rolę poboczną. Podobnie jednak jak w Brühlu czy w Saskich ostatkach pisarz w konkretnych scenach znakomicie oddał postać monarchy odizolowanego od życia i pogrążonego w świecie swych estetycznych przyjemności. Przeciwstawnie do Brühla ukazał Kraszewski pozytywną pod każdym względem postać hr. Rutowskiego. Niewątpliwie centralną wśród historycznych postaci stanowi Fryderyk Wielki, w którego sportretowaniu pisarz (mimo swych antygermańskich uprzedzeń) wykazał znaczny obiektywizm. W spojrzeniu na pruskiego monarchę i jego ocenie nie odbiegał zresztą od ówczesnych historyków (np. Thomasa Macaulaya), z których prac przygotowawczo korzystał.

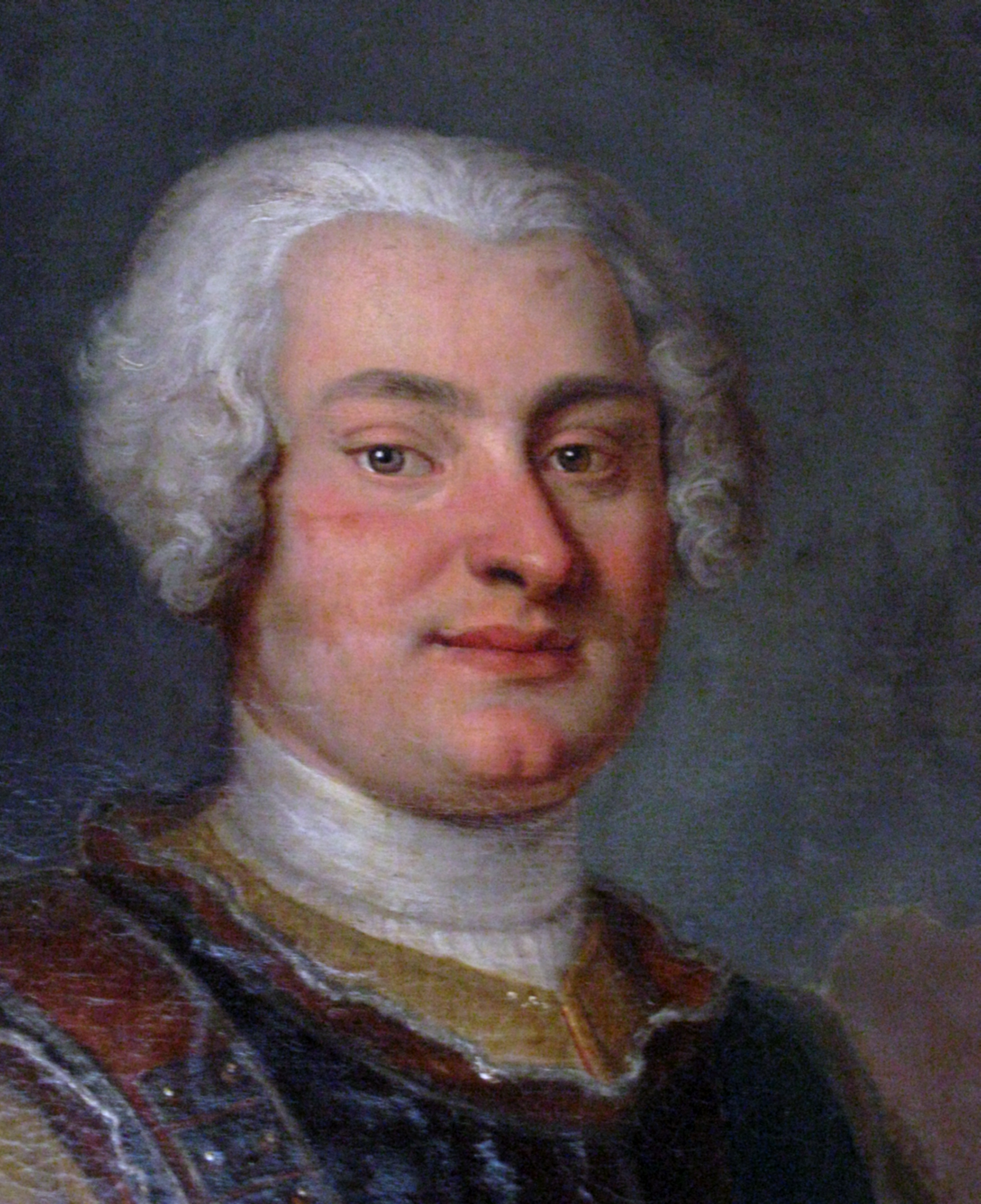
Hr. F. Rutowski (mal. L. de Silvestre, 1724)

Znamienny tytuł odpowiednio określa zakres czasowy tej opowieści, której główna fabuła odnosi się do zaledwie niewielkiej części wieloletnich zmagań wojennych. Nie licząc epilogu, Kraszewski zajął się kilkoma miesiącami 1756 roku, poprzedzającymi wybuch wojny siedmioletniej i pokazał jej wstępną fazę – napad Prusaków na Saksonię we wrześniu-październiku 1756. „Zakończył powieść tam, gdzie Sienkiewicz by ją rozpoczął” – nie interesowały go zupełnie działania wojenne i efektowne sceny batalistyczne, tylko zawiłości polityki, dworskiej dyplomacji i szpiegowskich machinacji. Kraszewski wykorzystał tę opowieść dla ukazania (na historycznym przykładzie) zagrożenia agresywnym niemieckim militaryzmem, mającym swój rodowód właśnie we fryderycjańskich Prusach. Jaskrawą aktualność utworowi nadawała zaś ówczesna sytuacja polityczna w Europie i dominująca pozycja nowo powstałej bismarckowskiej Rzeszy po zwycięstwach Prusaków nad Danią (1864), Austrią (1866) i Francją (1870). To stanowisko autora nie jest jednak jednolite: zaznaczając swą niechęć do Prusaków, równocześnie dał wyraz swym prosaksońskim sympatiom, wynikającym z pewnością z długotrwałego pobytu w tamtejszym dobrze poznanym środowisku.
Oprócz poszerzonego tła politycznego w utworze obecne są dwa wątki fikcyjne: przygodowo-szpiegowski kawalera de Simonis i stolnikiewicza Masłowskiego oraz miłosno-sentymentalny, z umyślnie wykreowaną pozytywną postacią baronówny von Nostitz. Charaktery trojga młodych stworzył pisarz wyraziste i odpowiednio zróżnicowane; barwnością i ekspresją uderza zwłaszcza postać młodego Masłowskiego, odbijająca wyraźnie od pozostałych postaci powieści. Natomiast przygody szwajcarskiego szpiega-awanturnika odznaczają się pewną sztucznością, gdyż Kraszewski nie posiadał istotnych umiejętności tworzenia sytuacji w tym zakresie.  Z kolei romansowy wątek Pepity i Masłowskiego „nie wzbudza żywszej reakcji ze względu na bardzo wątłą analizę psychologiczną motywów i rozwoju uczuć miłosnych pary bohaterów”. Zwraca to uwagę szczególnie na tle tak udanego studium miłości, jakim wcześniej w twórczości pisarza była Hrabina Cosel. W dodatku obszerny epilog, w którym autor kolejno zamyka losy najważniejszych postaci (zarówno historycznych, jak fikcyjnych), sprawia wrażenie nieco sztucznego i zdawkowego oraz ma charakter dość konwencjonalnego sfinalizowania utworu.
Być może słabości te zdecydowały o tym, iż w ramach trylogii powieść była wyraźnie mniej doceniana w  odbiorze powszechnym i nigdy nie dorównywała popularnością częściom poprzednim.